# Počátek souřadnic

Počátek souřadnicového systému v Kartézské soustavě souřadnic

Počátek souřadnicového systému neboli počátek (soustavy) souřadnic je v matematice speciální bod, obvykle označovaný písmenem O, používaný jako referenční bod pro geometrii okolního prostoru.
Ve fyzikálních problémech na volbě počátku souřadnicového systému obvykle nezáleží, což znamená, že při jakékoli volbě počátku souřadnicového systému bude výsledek stejný. To umožňuje vybrat za počátek souřadnicového systému bod, pro který bude výpočet co nejjednodušší, přičemž je často možné využít výhodu nějakého druhu geometrické symetrie.

## Kartézské souřadnice
V Kartézské soustavě souřadnic je počátkem souřadnicového systému bod, kde se protínají souřadnicové osy systému. Počátek souřadnicového systému dělí každou z os na dvě poloviny, kladnou a zápornou poloosu. Polohu libovolného bodu pak můžeme zadat uvedením jeho číselných souřadnic, tj. hodnotami jeho projekcí na jednotlivé osy, buď v kladném anebo záporném směru. Souřadnice počátku jsou vždy samé nuly, například (0,0) ve dvourozměrném nebo (0,0,0) v trojrozměrném prostoru.

## Jiné soustavy souřadnic
V polární soustavě souřadnic se počátek souřadnicového systému často nazývá pól. Počátek sám nemá jednoznačně definované polární souřadnice, protože polární souřadnice bodu zahrnují úhel svíraný kladnou poloosou x a polopřímkou vycházející z počátku souřadnicového systému, která prochází příslušným bodem; tato polopřímka však není pro počátek souřadnicového systému definována jednoznačně.
V Eukleidovské geometrii může být za počátek souřadnicového systému zvolen libovolně jakýkoli vhodný bod.
Počátek souřadnicového systému v komplexní rovině je bod, kde se protíná reálná a imaginární osa. Tento bod odpovídá komplexnímu číslu nula.